# Чумаков, Хамзат Хасанович
Хамза́т Хаса́нович Чумако́в (род. 10 декабря 1965, Насыр-Корт, Чечено-Ингушская АССР) — ингушский общественный и религиозный деятель, проповедник и имам мечети села Насыр-Корт в Ингушетии.

## Биография
В 1983 году окончил среднюю школу в родном селе Насыр-Корт.
В 1984—1986 годах служил в Афганистане.
Получил высшее богословское образование (2007). Учился (как минимум, какое-то время после 1994 года) в университете Аль-Азхар в Египте.
14 сентября 2010 года в результате покушения в районе села Экажево (подрыв машины Чумакова) потерял ногу. Лечился в Москве.
Является имамом мечети села Насыр-Корт в Ингушетии. Известен своими пятничными проповедями, которые популярны у российских мусульман.
В начале июня 2015 года в мечети села Насыр-Корт произошёл инцидент с участием Чумакова. 4 июня 2015 года в селе Насыр-Корт произошел конфликт между верующими, поводом которому стало решение Чумаков не проводить полуденную молитву после пятничной молитвы. В результате этого конфликта была открыта беспорядочная стрельба из автоматического оружия. С утра 5 июня ингушские силовики оцепили мечеть, где также произошел конфликт между верующими, который перерос в массовую драку.
11 марта 2016 года по некоторым сообщениям получил ранения в результате взрыва автомобиля у здания мечети. По другим сообщениям, он ранен не был или получил только ушибы.
Женат, имеет четверых детей. Жену зовут Фатима.

## Общественная и религиозная деятельность
В своих проповедях, которые читает на ингушском языке и снимает на видео, затрагивает темы морального состояния «нахского народа» (чеченцев и ингушей), поведения молодёжи, насилия по отношению к женщинам со стороны мужей, заявляет о злоупотреблениях местных чиновников и правоохранительных органов, стоит на оппозиционных по отношению к руководству региона позициях, противопоставляя исламские нормы светским. Имеет привычку при чтении проповедей активно жестикулировать, эмоционально обращаться к слушателям.
Встречался с главой Ингушетии Евкуровым, главой Чечни Кадыровым, принимал участие в съезде тейпа Евлоевых в 2014 году. Посещал с визитами ингушские диаспоры в Европе, Москве и чеченскую — в Панкисском ущелье Грузии.
Лауреат конкурса кавказской региональной правозащитной организации «МАШР» «Герои гражданского общества».

### Критика
По мнению ряда чеченских религиозных деятелей, Хамзат Чумаков насмешливо и даже издевательски отзывался о шейхе Кунта-Хаджи Кишиеве в своих проповедях. Во время беседы с чеченскими богословами Чумаков заявил (по свидетельству чеченской стороны), что он является последователем (мюридом) шейха Кунта-хаджи, и что он, наоборот, призывал слушателей не наговаривать на святых. После этой встречи разногласий между чеченскими богословами и Чумаковым больше не было вплоть до 2016 года, когда возник спор по поводу ингушского шейха Исы Цечоева.